# Sphaerotheca dobsonii
Espèce
Synonymes
- Rana dobsonii Boulenger, 1882
- Tomopterna dobsonii (Boulenger, 1882)

Statut de conservation UICN

 LC  : Préoccupation mineure
Sphaerotheca dobsonii est une espèce d'amphibiens de la famille des Dicroglossidae.

## Répartition
Cette espèce est endémique d'Inde. Elle se rencontre dans les États du Karnataka, du Tamil Nadu, d'Andhra Pradesh et d'Orissa entre 600 et 1 000 m d'altitude dans les Ghâts occidentaux et les Ghâts orientaux.

## Description
La femelle holotype mesure 54 mm.

## Étymologie
Cette espèce est nommée en l'honneur de George Edward Dobson.

## Publication originale
- Boulenger, 1882 : Catalogue of the Batrachia Salientia s. Ecaudata in the collection of the British Museum, ed. 2, p. 1-503 (texte intégral).